# Clethra ferruginea
Clethra ferruginea är en tvåhjärtbladig växtart som först beskrevs av Hipólito Ruiz López och Pav., och fick sitt nu gällande namn av Heinrich Friedrich Link och Spreng.. Clethra ferruginea ingår i släktet Clethra och familjen Clethraceae. Inga underarter finns listade i Catalogue of Life.